# Ridderorden in Laos
Ridderorden en medailles zijn een Europese, geen Laotiaanse traditie. Het Franse koloniale regime maakte de Laotianen bekend met deze eerbewijzen. De eerste door een Laotiaanse koning gestichte ridderorde dateert uit 1909. Anders als bij de Koninklijke Orde van Cambodja en de Orde van de Draak van Annam van het Keizerrijk Vietnam namen de Fransen geen bezit van de inheemse Laotiaanse ridderorde.
De Laotianen noemen in het Lao zowel de medailles als de orden eenvoudig "liansay".

## Ridderorden in de koloniale periode
- De Aanzienlijke Orde van de Miljoen Olifanten en de Witte Parasol (Lao: "Somdetch Pha Itsariyaphon Lan Xang Hom Khao")
- De Orde van Verdienste voor het Onderwijs (Lao: "Itsarriyaphon Khunnawuthi Haeng Kankasikan")
- De Orde van Verdienste voor de Landbouw (Lao: "Itsarriyaphon Sowathara Haeng Kankasikan")
- De Orde van Vrouwelijke Verdienste (Lao: "Itsarriyaphon Sati Suphaphon")
- De Orde van de Regering van Sisavang Vong
- De Orde van de Regering van Savang Vatthana

De Franse Gouverneur-Generaal in Hanoi verleende een eigen decoratie:
- De Orde van Verdienste van Indochina

## Het koninkrijk Laos
Na de onafhankelijkheid van Frankrijk bleven de vijf oudere orden bestaan maar werd de Franse Orde van Verdienste van Indochina afgeschaft. Het land stichtte enige eigen orden:
- De Nobele Orde van de Kroon (Lao: "Itsariyaphon Mongkut Kattiyaphon")
- De Orde van Burgerlijke Verdienste (Lao: "Itsarriyaphon Phonlamuang di Haeng Sat")

## Het communistische Laos
Laos volgde slaafs het Sovjetvoorbeeld en de traditie van de socialistische orden met één graad. De leden van deze orden die alle vier aan een kort lint met twee gespen gedragen worden is "drager"; men vermeed het woord "ridder".
- De Orde van de Gouden Ster of Orde van de Held van Laos. Het instellen van de titel "Held van.... " is een erfenis uit de periode dat het land deel van de Sovjet-Unie was.
- De Orde van de Vriendschap
- De Orde van het Volksbevrijdingsleger.
- De Orde van de Ontwikkeling